# Strand-Mastkraut
Das Strand-Mastkraut (Sagina maritima) ist eine Pflanzenart aus der Gattung Mastkräuter (Sagina) innerhalb der Familie der Nelkengewächse (Caryophyllaceae). Sie ist an den Küsten Europas und des nördlichen Mittelmeerraumes verbreitet.

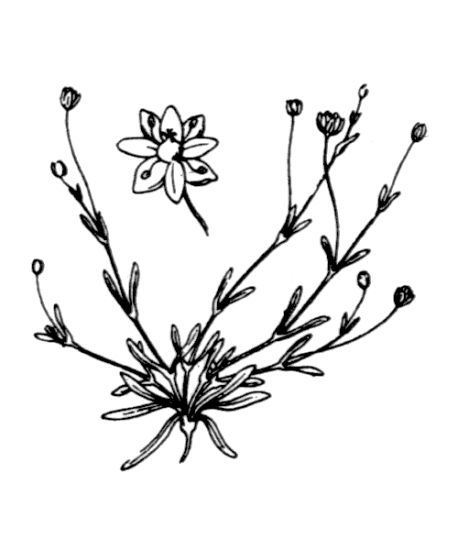
Illustration des Strand-Mastkrauts

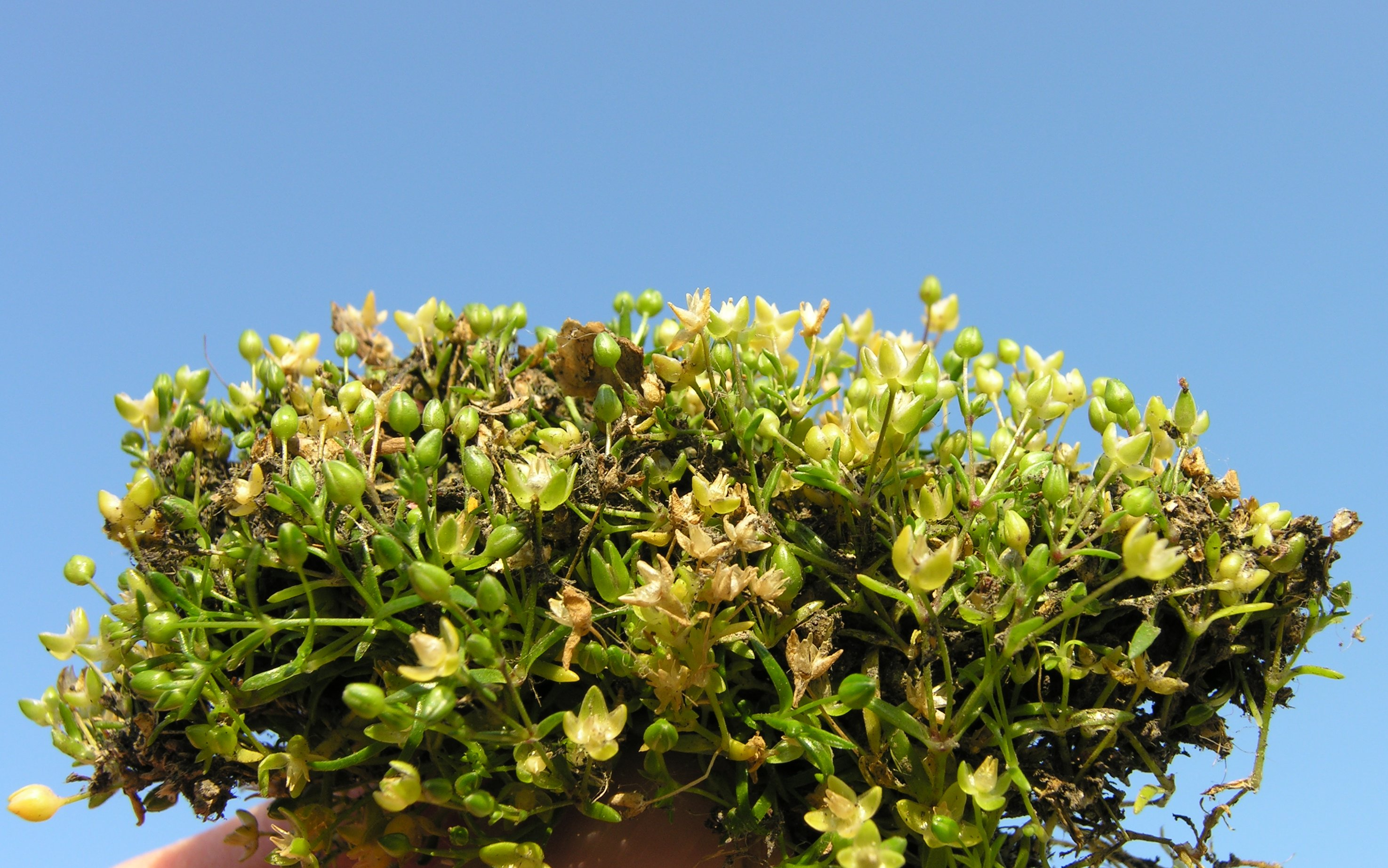
Habitus

## Beschreibung
Das Strand-Mastkraut wächst als überwinternd grüne, einjährige krautige Pflanze und erreicht Wuchshöhen von meist 5 bis 8 (3 bis 10) Zentimetern. Der Stängel ist aufrecht aufsteigend und es wird keine zentrale Blattrosette gebildet. Er ist meist vom Grund an verzweigt und wie die Seitenäste aufrecht oder aufsteigend. Die gegenständig angeordneten Laubblätter sind schmal lanzettlich, etwas fleischig, meist kahl und sie haben keine Stachelspitze.
Die Blütezeit reicht von Mai bis August. Die Blütenstiele sind etwa 1 bis 3 Zentimeter lang und stets aufrecht auch nach dem Verblühen. Die zwittrigen Blüten sind vierzählig. Die vier Kelchblätter sind kapuzenförmig zusammengezogen, 2 Millimeter lang, nicht stachelspitzig und sie liegen zur Fruchtzeit der Frucht an. Die Kronblätter sind winzig klein oder sie fehlen ganz. Jede Blüte hat 4 Staubblätter. Die Fruchtstiele stehen aufrecht. Die Kapselfrucht ist vierklappig.
Die Chromosomengrundzahl beträgt x = 7, es liegt Tetraploidie vor, also 2n = 28.

## Ökologie
Das Strand-Mastkraut ist ein Therophyt. Es erfolgt Selbstbestäubung oder Insektenbestäubung. Die Ausbreitung der Diasporen, es sind die Samen, erfolgt durch den Wind.

## Vorkommen
Das Strand-Mastkraut kommt ursprünglich in Makaronesien, im Mittelmeergebiet und in Europa vor. In Europa ist es an Küsten verbreitet und reicht bis Nordafrika und Vorderasien.  Es besiedelt in Mitteleuropa und auf den Britischen Inseln an den Küsten von Nord- und Ostsee offene Sandflächen im Außendeichbereich, geht aber auch in lückige Salzrasen. Es ist in Mitteleuropa eine Charakterart des Sagino-Cochlearietum danicae aus dem Verband Saginion maritimae, kommt aber auch in Gesellschaften des Verbands Armerion maritimae vor. 
An seinen Standorten tritt es zerstreut auf. Das Strand-Mastkraut braucht schlickig-sandigen, kochsalzhaltigen Böden.

## Taxonomie
Die Erstbeschreibung erfolgte 1806 durch George Don in  Herbarium Britannicum, Consisting of Fasciculi of Dried British Plants with Their Appropriate Names..., Band 7, Seite 155. Synonyme für Sagina maritima G.Don sind: Alsine maritima Jess., Alsinella filiformis Bubani, Alsinella maritima Bubani, Sagina rodriguezii Willk., Sagina stricta Fr.